# Brescia Calcio 1986-1987
Questa voce raccoglie le informazioni riguardanti il Brescia Calcio nelle competizioni ufficiali della stagione 1986-1987.

## Stagione

Il neoacquisto Branco inseguito dal napoletano De Napoli nell'esordio in campionato del 14 settembre 1986.

L'estate 1986 ha visto il ritorno del Brescia nella massima serie del campionato italiano dopo cinque anni di assenza. Per quest'annata la squadra ha potuto contare sul nazionale brasiliano Branco in difesa e sul ritorno in biancoblù di Evaristo Beccalossi.
Per le rondinelle del presidente Franco Baribbi e dell'allenatore Bruno Giorgi il primo punto è arrivato alla 3ª giornata in Brescia-Fiorentina (0-0), mentre la prima vittoria è giunta alla 6ª giornata in Brescia-Udinese (1-0), grazie a una rete di Giuseppe Argentesi. Nonostante un inizio difficile, con soli 3 punti nelle prime nove giornate, i lombardi si riprenderanno e porteranno avanti una serie di 4 risultati utili consecutivi, tre pareggi e una vittoria per 3-0 ai danni dell'Empoli, negli ultimi quattro incontri dell'andata, chiusa in zona salvezza al 13º posto, a quota 11 punti, uno in più dell'Atalanta in zona retrocessione.
Il ritorno si aprirà male, con tre sconfitte consecutive che riporteranno il Brescia in zona retrocessione, ma proseguirà positivamente; da ricordare il successo interno ai danni del Milan, raggiunto grazie a un gol di Gritti in rovesciata. Tra la 24ª e la 27ª giornata le rondinelle porteranno avanti una serie di 4 risultati utili consecutivi, due vittorie e due pareggi, chiusa con una sconfitta per 4-1 subita dal Verona quarto in classifica. Tuttavia, alla penultima giornata il Brescia è 12º con 22 punti, uno in più di Empoli e Ascoli, la prima in zona salvezza e la seconda in zona retrocessione. Una vittoria al Rigamonti proprio ai danni dei marchigiani garantirebbe la matematica salvezza con un turno di anticipo: il bomber Gritti porta in vantaggio i lombardi al 43' ma nella ripresa un'autorete di Bonometti riporta il risultato in parità e, a tre minuti dalla fine, un gol di Scarafoni vale il 2-1 finale per l'Ascoli che così supera il Brescia in classifica.
Alla vigilia dell'ultima giornata gli uomini di Giorgi si trovano al 13º posto, con un punto in più dell'Empoli: l'avversario è la Juventus,  da affrontare a Torino, mentre i toscani fronteggiano il Como. I bianconeri si portano avanti dopo soli 4 minuti con Serena ma dopo due giri di lancette un calcio di rigore battuto da Gritti vale la parità; al 22' la Juventus torna in vantaggio ma a fine primo tempo Iorio riporta i lombardi sul 2-2. Un pareggio mentre l'Empoli sta vincendo porterebbe le due squadre a pari punti, giocandosi la salvezza con uno spareggio. Al 77', tuttavia, lo juventino – e bresciano di nascita – Ivano Bonetti sigla il definitivo 3-2 per i padroni di casa: così le rondinelle ritornano immediatamente in Serie B per un punto, dopo 3 sconfitte nelle ultime tre gare.
La maggior parte del bottino di punti è stato conquistato tra le mura amiche, in un campionato dove il Brescia non ha ottenuto alcuna vittoria esterna. Alla fine della stagione la squadra ha totalizzato 22 punti, frutto di 7 vittorie, di 8 pareggi e 15 sconfitte, con 25 gol segnati e 35 subiti, terminando al 14º posto della classifica. Con 7 reti Gritti è risultato il miglior marcatore dei suoi, tutti segnati nel girone di ritorno.
Nella Coppa Italia il Brescia ha vinto il proprio girone di qualificazione, appaiato all'Atalanta, per poi cedere il passo negli ottavi di finale al Napoli futuro vincitore dell'edizione.

## Divise e sponsor
Il fornitore tecnico per la stagione 1986-1987 fu Gazelle, mentre lo sponsor ufficiale fu Wührer.

## Rosa
| N. |                    | Ruolo | Calciatore                   |
| -- | ------------------ | ----- | ---------------------------- |
|    | Italia (bandiera)  | P     | Roberto Aliboni              |
|    | Italia (bandiera)  | P     | Enrico Pionetti              |
|    | Italia (bandiera)  | D     | Giuseppe Argentesi           |
|    | Italia (bandiera)  | D     | Stefano Bonometti (capitano) |
|    | Brasile (bandiera) | D     | Branco                       |
|    | Italia (bandiera)  | D     | Giampaolo Ceramicola         |
|    | Italia (bandiera)  | D     | Alessandro Chiodini          |
|    | Italia (bandiera)  | D     | Giuliano Giorgi              |
|    | Italia (bandiera)  | C     | Evaristo Beccalossi          |
|    | Italia (bandiera)  | C     | Roberto Chierici             |

| N. |                   | Ruolo | Calciatore          |
| -- | ----------------- | ----- | ------------------- |
|    | Italia (bandiera) | C     | Augusto Gentilini   |
|    | Italia (bandiera) | C     | Leonardo Occhipinti |
|    | Italia (bandiera) | C     | Giampietro Piovani  |
|    | Italia (bandiera) | C     | Luigi Sacchetti     |
|    | Italia (bandiera) | C     | Franco Turchetta    |
|    | Italia (bandiera) | C     | Daniele Zoratto     |
|    | Italia (bandiera) | A     | Giorgio De Giorgis  |
|    | Italia (bandiera) | A     | Giuseppe De Martino |
|    | Italia (bandiera) | A     | Tullio Gritti       |
|    | Italia (bandiera) | A     | Maurizio Iorio      |

## Risultati

### Serie A

#### Girone di andata
| Arbitro: | Agnolin (Bassano del Grappa) |

|  |           |              |
|  | Marcatori | 41’ Maradona |

| Arbitro: | Bergamo (Livorno) |

|                                                           |           |  |
| Rummenigge 4’, 32’ Altobelli 58’ (rig.) Giorgi 77’ (aut.) | Marcatori |  |

| Brescia 28 settembre 1986 3ª giornata | Brescia                   | 0 – 0 referto | Fiorentina | Stadio Mario Rigamonti (22 400 spett.)\| Arbitro: \| Pezzella (Frattamaggiore) \| |
| Arbitro:                              | Pezzella (Frattamaggiore) |               |            |                                                                                   |

| Arbitro: | Casarin (Milano) |

|                  |           |  |
| Corneliusson 29’ | Marcatori |  |

| Arbitro: | Paparesta (Bari) |

|                                |           |                   |
| Giannini 49’ (rig.) Baroni 69’ | Marcatori | 53’ (aut.) Baroni |

| Arbitro: | Pairetto (Torino) |

|               |           |  |
| Argentesi 76’ | Marcatori |  |

| Arbitro: | Boschi (Parma) |

|                         |           |  |
| Donadoni 14’ Virdis 40’ | Marcatori |  |

| Arbitro: | Luci (Firenze) |

|  |           |                      |
|  | Marcatori | 43’ (aut.) Argentesi |

| Avellino 9 novembre 1986 9ª giornata | Avellino           | 0 – 0 referto | Brescia | Stadio Partenio (22 007 spett.)\| Arbitro: \| Sguizzato (Verona) \| |
| Arbitro:                             | Sguizzato (Verona) |               |         |                                                                     |

| Arbitro: | Mattei (Macerata) |

|                             |           |  |
| Turchetta 60’ Bonometti 71’ | Marcatori |  |

| Arbitro: | Pairetto (Torino) |

|                |           |  |
| Incocciati 25’ | Marcatori |  |

| Arbitro: | Coppetelli (Tivoli) |

|                                     |           |  |
| Branco 31’ Turchetta 65’ Giorgi 78’ | Marcatori |  |

| Arbitro: | Redini (Pisa) |

|            |           |             |
| Branco 70’ | Marcatori | 41’ Elkjaer |

| Ascoli Piceno 4 gennaio 1987 14ª giornata | Ascoli                    | 0 – 0 referto | Brescia | Stadio Cino e Lillo Del Duca (9 407 spett.)\| Arbitro: \| Pezzella (Frattamaggiore) \| |
| Arbitro:                                  | Pezzella (Frattamaggiore) |               |         |                                                                                        |

| Brescia 11 gennaio 1987 15ª giornata | Brescia                      | 0 – 0 referto | Juventus | Stadio Mario Rigamonti (30 945 spett.)\| Arbitro: \| Agnolin (Bassano del Grappa) \| |
| Arbitro:                             | Agnolin (Bassano del Grappa) |               |          |                                                                                      |

#### Girone di ritorno
| Arbitro: | Coppetelli (Tivoli) |

|                                 |           |            |
| Ferrara 14’ Giordano 64’ (rig.) | Marcatori | 55’ Branco |

| Arbitro: | Pieri (Genova) |

|  |           |                |
|  | Marcatori | 13’ Passarella |

| Arbitro: | Lombardo (Marsala) |

|                                                   |           |                                  |
| Giorgi 2’, 60’ (aut.) Berti 27’ Gritti 41’ (aut.) | Marcatori | 28’, 78’ Bonometti 32’ Gentilini |

| Arbitro: | Bergamo (Livorno) |

|                                 |           |  |
| Occhipinti 7’ Gritti 62’ (rig.) | Marcatori |  |

| Arbitro: | Lo Bello (Siracusa) |

|            |           |            |
| Gritti 66’ | Marcatori | 61’ Boniek |

| Arbitro: | Luci (Firenze) |

|            |           |  |
| Branca 73’ | Marcatori |  |

| Arbitro: | D'Elia (Salerno) |

|            |           |  |
| Gritti 34’ | Marcatori |  |

| Arbitro: | Bergamo (Livorno) |

|                               |           |  |
| Vialli 65’ Mancini 80’ (rig.) | Marcatori |  |

| Arbitro: | Longhi (Roma) |

|                           |           |  |
| Occhipinti 48’ Gritti 68’ | Marcatori |  |

| Arbitro: | Agnolin (Bassano del Grappa) |

|                                   |           |                               |
| Ceramicola 12’ (aut.) Mariani 55’ | Marcatori | 24’ Occhipinti 81’ Ceramicola |

| Arbitro: | Lanese (Messina) |

|            |           |  |
| Gritti 42’ | Marcatori |  |

| Empoli 26 aprile 1987 27ª giornata | Empoli             | 0 – 0 referto | Brescia | Stadio Carlo Castellani (12 162 spett.)\| Arbitro: \| Lombardo (Marsala) \| |
| Arbitro:                           | Lombardo (Marsala) |               |         |                                                                             |

| Arbitro: | Redini (Pisa) |

|                                              |           |               |
| Verza 6’, 64’ De Agostini 55’ Di Gennaro 79’ | Marcatori | 80’ Sacchetti |

| Arbitro: | D'Elia (Salerno) |

|            |           |                                    |
| Gritti 43’ | Marcatori | 63’ (aut.) Bonometti 87’ Scarafoni |

| Arbitro: | Lo Bello (Siracusa) |

|                                |           |                            |
| Serena 4’ Brio 22’ Bonetti 78’ | Marcatori | 6’ (rig.) Gritti 41’ Iorio |

### Coppa Italia

#### Primo turno
| Arbitro: | Gava (Conegliano) |

|                |           |  |
| De Giorgis 17’ | Marcatori |  |

| Arbitro: | Fabricatore (Roma) |

|                           |           |                      |
| Policano 15’ Cipriani 18’ | Marcatori | 80’ (rig.) Bonometti |

| Arbitro: | Cornieti (Forlì) |

|             |           |  |
| Piovani 67’ | Marcatori |  |

| Arbitro: | Mattei (Macerata) |

|  |           |             |
|  | Marcatori | 64’ Zoratto |

| Brescia 7 settembre 1986, ore 21:00 5ª giornata | Brescia          | 0 – 0 | Atalanta | Stadio Mario Rigamonti\| Arbitro: \| Casarin (Milano) \| |
| Arbitro:                                        | Casarin (Milano) |       |          |                                                          |

#### Fase finale
| Arbitro: | Redini (Pisa) |

|                                    |           |  |
| Maradona 17’ Muro 56’ Giordano 73’ | Marcatori |  |

| Arbitro: | Baldas (Trieste) |

|  |           |                                 |
|  | Marcatori | 47’ Carnevale 69’, 76’ Giordano |

## Statistiche

### Statistiche di squadra
| Competizione | Punti | In casa | In casa | In casa | In casa | In casa | In casa | In trasferta | In trasferta | In trasferta | In trasferta | In trasferta | In trasferta | Totale | Totale | Totale | Totale | Totale | Totale | DR  |
| Competizione | Punti | G       | V       | N       | P       | Gf      | Gs      | G            | V            | N            | P            | Gf           | Gs           | G      | V      | N      | P      | Gf     | Gs     | DR  |
| ------------ | ----- | ------- | ------- | ------- | ------- | ------- | ------- | ------------ | ------------ | ------------ | ------------ | ------------ | ------------ | ------ | ------ | ------ | ------ | ------ | ------ | --- |
| Serie A      | 22    | 15      | 7       | 4       | 4       | 15      | 6       | 15           | 0            | 4            | 11           | 10           | 29           | 30     | 7      | 8      | 15     | 25     | 35     | -10 |
| Coppa Italia | 5     | 4       | 2       | 1       | 1       | 2       | 3       | 3            | 1            | 0            | 2            | 2            | 5            | 7      | 2      | 1      | 3      | 4      | 8      | -4  |
| Totale       | 27    | 19      | 9       | 5       | 5       | 17      | 9       | 18           | 1            | 4            | 13           | 12           | 34           | 37     | 9      | 9      | 18     | 29     | 43     | -14 |

### Statistiche dei giocatori
| Giocatore     | Serie A  | Serie A | Serie A     | Serie A    | Coppa Italia | Coppa Italia | Coppa Italia | Coppa Italia | Totale   | Totale | Totale      | Totale     |
| Giocatore     | Presenze | Reti    | Ammonizioni | Espulsioni | Presenze     | Reti         | Ammonizioni  | Espulsioni   | Presenze | Reti   | Ammonizioni | Espulsioni |
| ------------- | -------- | ------- | ----------- | ---------- | ------------ | ------------ | ------------ | ------------ | -------- | ------ | ----------- | ---------- |
| R. Aliboni    | 29       | -32     | ?           | ?          | 5            | -2           | ?            | ?            | 34       | -34    | ?           | ?          |
| G. Argentesi  | 23       | 1       | ?           | ?          | 3            | 0            | ?            | ?            | 26       | 1      | ?           | ?          |
| E. Beccalossi | 24       | 0       | ?           | ?          | 2            | 0            | ?            | ?            | 26       | 0      | ?           | ?          |
| S. Bonometti  | 28       | 3       | ?           | ?          | 3            | 1            | ?            | ?            | 31       | 4      | ?           | ?          |
| E. Bortolotti | 0        | 0       | ?           | ?          | 3            | 0            | ?            | ?            | 3        | 0      | ?           | ?          |
| C. Branco     | 26       | 3       | ?           | ?          | 3            | 0            | ?            | ?            | 29       | 3      | ?           | ?          |
| G. Ceramicola | 24       | 1       | ?           | ?          | 7            | 0            | ?            | ?            | 31       | 1      | ?           | ?          |
| R. Chierici   | 7        | 0       | ?           | ?          | 6            | 0            | ?            | ?            | 13       | 0      | ?           | ?          |
| A. Chiodini   | 28       | 0       | ?           | ?          | 4            | 0            | ?            | ?            | 32       | 0      | ?           | ?          |
| G. De Giorgis | 12       | 0       | ?           | ?          | 5            | 1            | ?            | ?            | 17       | 1      | ?           | ?          |
| G. De Martino | 13       | 0       | ?           | ?          | 1            | 0            | ?            | ?            | 14       | 0      | ?           | ?          |
| A. Gentilini  | 22       | 1       | ?           | ?          | 7            | 0            | ?            | ?            | 29       | 1      | ?           | ?          |
| G. Giorgi     | 24       | 1       | ?           | ?          | 7            | 0            | ?            | ?            | 31       | 1      | ?           | ?          |
| T. Gritti     | 19       | 7       | ?           | ?          | 0            | 0            | ?            | ?            | 19       | 7      | ?           | ?          |
| M. Iorio      | 8        | 1       | ?           | ?          | 1            | 0            | ?            | ?            | 9        | 1      | ?           | ?          |
| L. Occhipinti | 25       | 3       | ?           | ?          | 3            | 0            | ?            | ?            | 28       | 3      | ?           | ?          |
| E. Pionetti   | 2        | -3      | ?           | ?          | 2            | -6           | ?            | ?            | 4        | -9     | ?           | ?          |
| G. Piovani    | 6        | 0       | ?           | ?          | 5            | 1            | ?            | ?            | 11       | 1      | ?           | ?          |
| L. Sacchetti  | 17       | 1       | ?           | ?          | 1            | 0            | ?            | ?            | 18       | 1      | ?           | ?          |
| F. Turchetta  | 30       | 2       | ?           | ?          | 0            | 0            | ?            | ?            | 30       | 2      | ?           | ?          |
| D. Zoratto    | 20       | 0       | ?           | ?          | 6            | 1            | ?            | ?            | 26       | 1      | ?           | ?          |